# Homer Loves Flanders
Homer Loves Flanders, llamado Homer ama a Flanders en España y Homero ama a Flanders en Latinoamérica, es un capítulo perteneciente a la quinta temporada de la serie animada Los Simpson, emitido originalmente el 17 de marzo de 1994. El episodio fue escrito por David Richardson y dirigido por Wes Archer.
Cuenta con referencias culturales a películas como Terminator 2 :Judgment Day, The Deadly Tower y Los Diez Mandamientos, y canciones como «Two Tickets to Paradise», «Macho Man» y «Helter Skelter». Fue el episodio que más reseñas positivas recibió por parte de los críticos de televisión. Adquirió una cuota en pantalla de 10,9 y fue el tercer programa más visto en la cadena Fox la semana que salió al aire.

## Sinopsis
El capítulo comienza cuando se anuncia un partido de fútbol americano en la ciudad. Homer hace hasta lo imposible por conseguir boletos y trata de ganar un concurso de la radio para obtener entradas; pero en lugar suyo, gana Ned Flanders. Ned le ofrece una entrada a Homer para ir juntos al partido, y Homer lo rechaza; pero después de querer darle con un tubo en la cabeza para robarle los boletos, acepta a regañadientes. 
Homer va con Flanders al partido y al comienzo le da vergüenza que sus amigos lo vean con él; pero después Homer toma mucha confianza y empieza a abusar de todo lo que le da Ned. Al final del juego, un jugador estrella le regala a Homer el balón del juego, autografiado gracias a Flanders, que lo conocía.
Luego de esto, Homer empieza a querer demasiado a Flanders e incluso lo llega a considerar su mejor amigo. Esto causa que se distancie mucho de su familia por convivir con él y en cambio Flanders comienza a impacientarse por su amistad. Bart y Lisa se asustan ante la posibilidad de que el cambio de actitud de Homer sea el final de las "aventuras" de la familia.  
Unos días más tarde, la familia Flanders y los Simpsons van a un viaje en el lago Springfield, en donde Homer causa problemas, ya que inicia una guerra de comida y Bart les da popote de dulces. En el viaje pone una cinta del rapero Ronnie, y finalmente destruye la lancha y el coche de Ned. Luego de ser lo más amable y educado posible con Homer, Ned admite que odia a Homer Simpson. 
Para mantenerse lejos a su vecino, Ned inventa pretextos. En otra ocasión Ned y su familia tratan de escapar en su coche, pero Homer se aferra a él con palos de golf, tratando de evitar que escapen, (Parodiando a Terminator: El juicio final. Para que Homer se suelte, Flanders debe maniobrar peligrosamente, lo que lleva a que la policía lo detenga, ante la vista de todos los feligreses de Springfield, que estaban recorriendo la ciudad en un autobús de la iglesia.
El domingo siguiente, los Flanders, muy apenados, quieren ir a la iglesia. Desde que entran, todo el mundo habla mal de Ned por su problema con la policía. Luego, mientras que todos los feligreses están con su cabeza gacha y orando, Homer comienza a roncar, haciendo ruido con la nariz. Ned se molesta tanto ante esto que le grita a Homer: "¡Respira por la boca, maldita sea!. Luego de que todos los de la iglesia se indignen ante Flanders, Homer se pone de pie y da un discurso defendiéndolo y borrando la mala imagen que todos creen de él. Luego de esto, Ned perdona a Homer y reconcilian su amistad. Después, Bart y Lisa se preguntan hasta cuando durará esa relación.
La semana siguiente, todo es normal de nuevo: Homer odia a Flanders otra vez, lo que causa la alegría de Bart y Lisa. Y los Simpson tienen otra aventura pasando una noche en una casa embrujada como condición para recibir una herencia de Boris, un tío abuelo de Homero.